# 한나라의 주 및 군

서기 219년 동한 왕조의 군(郡)

한나라의 지방 행정 (기원전 202년 ~ 서기 220년)은 세 단계의 행정 구역으로 구성되었다: 주 (자사부 刺史部, 또는 주), 군 (군) 및 현 (현). 초기 한나라는 전국 시대 (기원전 5세기 ~ 기원전 221년)와 진나라 (기원전 221년 ~ 기원전 206년)로부터 군과 현으로 구성된 2단계 통치 체제를 물려받았으며, 기원전 106년에는 기존 계층 위에 13개 주가 신설되었다.
각 주에서는 중앙 정부가 기원전 106년부터 기원전 1년까지, 그리고 서기 42년부터 서기 188년까지 감찰관(자사, 刺史)을 임명하여 군과 왕국의 행정을 감사했다. 다른 시기에는 이 직위가 더 높은 지위의 관리인 목(牧, 문자적으로 "목자")으로 대체되었다. 군은 군수(군수, 郡守, 기원전 148년 이전) 또는 태수(태수, 太守, 기원전 148년 이후)의 지휘를 받았다. 현은 중앙 정부가 직접 임명하는 가장 낮은 지방 관리인 현령(령, 令, 큰 현의 경우) 또는 현장(장, 長, 작은 현의 경우)이 통치했다. 특히 제국의 변경 지역에 이민족이 거주하는 특정 지역을 관리하기 위해 도(道)로 알려진 특별한 유형의 현이 사용되었다.
한나라 초기에는 황제의 수석 추종자들과 친척들에게 왕국이 부여되었다. 그러나 왕들의 독립성은 점차 약화되었다. 오초칠국의 난이 실패한 후, 왕들의 권력을 제한하기 위해 급진적인 조치가 취해졌다. 기원전 145년부터 중앙 정부는 왕국 내 모든 중요 관리의 임명을 통제했다. 큰 왕국은 분할되었고, 결국 왕국의 행정은 군의 행정과 동일해졌다. 예를 들어, 재상(상, 相)은 태수와 동등했다. 마찬가지로 후국도 현과 동일한 방식으로 관리되었다.
전한 말까지 제국은 103개의 왕국과 군, 그리고 1,587개의 현을 보유했다. 후한의 서기 140년 인구 조사에서는 99개의 왕국과 군, 그리고 1,179개의 현이 기록되었다.

## 주
한나라 제국에는 13개의 주가 있었다. 수도 지역은 규모면에서 주와 비슷했지만, 감찰관이 배정되지 않고 대신 사례교위 (사례교위, 司隸校尉)가 감찰했다. 따라서 이 지역은 종종 "사례"로 알려졌다.
전한 시대에 감찰관은 중앙 정부의 대리인이었으며, 주에 영구적으로 거주하지 않았다. 감찰관/목은 서기 35년에야 지방 정부로 전근되었다.
수도 지역을 제외한 13개 주는 다음과 같다.
| 주   | 주   | 범위                                                                              |
| ---- | ---- | --------------------------------------------------------------------------------- |
| 예주 | 豫州 | 허난성 남부 및 동부, 안후이성 북부, 장쑤성 북부, 산둥성 남서부                    |
| 기주 | 冀州 | 허베이성 남부                                                                     |
| 연주 | 兗州 | 산둥성 서부, 허난성 북동부                                                        |
| 청주 | 青州 | 산둥성 북부 및 동부, 허베이성 남동부                                              |
| 서주 | 徐州 | 장쑤성 북부, 안후이성 북동부, 산둥성 남동부                                       |
| 형주 | 荊州 | 허난성 남부, 후베이성, 후난성, 광둥성 및 광시 좡족 자치구 일부                    |
| 양주 | 揚州 | 장쑤성 남부, 안후이성 남부, 저장성, 푸젠성, 허난성 및 후베이성 일부               |
| 익주 | 益州 | 쓰촨성, 충칭시, 윈난성, 구이저우성, 산시성 (섬서성) 남부, 후베이성 및 간쑤성 일부 |
| 양주 | 涼州 | 간쑤성, 닝샤 후이족 자치구, 칭하이성 북동부                                       |
| 병주 | 并州 | 산시성 (산서성), 산시성 (섬서성) 및 내몽골 자치구 일부                            |
| 삭방 | 朔方 | 산시성 (섬서성) 북부, 내몽골 자치구의 오르도스 및 허타오 지역                     |
| 유주 | 幽州 | 허베이성 북부, 베이징시, 톈진시, 랴오닝성, 한국 북부                              |
| 교지 | 交趾 | 베트남 북부 및 중부, 광시성, 광둥성, 푸젠성 남동부                                |

1. ↑  흉노의 압력으로 서기 45년에 폐지되었다. 남은 모든 군은 병주로 이전되었다.
2. ↑  서기 203년에 교주(交州)로 이름이 변경됨

## 군
| 군                 | 군                | 치소                             | 치소                     | 최초 설치           | 마지막 해체  | 인구 (서기 2년 인구 조사) | 현의 수 (한서) | 인구 (서기 140년 인구 조사) | 현의 수 (후한서) | 주          |
| 이름               | 한자              | 이름                             | 한자                     | 최초 설치           | 마지막 해체  | 인구 (서기 2년 인구 조사) | 현의 수 (한서) | 인구 (서기 140년 인구 조사) | 현의 수 (후한서) | 주          |
| ------------------ | ----------------- | -------------------------------- | ------------------------ | ------------------- | ------------ | ------------------------- | -------------- | --------------------------- | ---------------- | ----------- |
| 경조윤             | 京兆              | 장안                             | 長安                     | 기원전 104년        | –            | 682,468                   | 12             | 285,574                     | 10               | 사례교위부  |
| 좌풍익             | 左馮翊            | 장안 → 고릉                      | 長安 高陵                | 기원전 104년        | –            | 917,822                   | 24             | 145,195                     | 13               | 사례교위부  |
| 우부풍             | 右扶風            | 장안 → 회리                      | 長安 槐里                | 기원전 104년        | –            | 836,070                   | 21             | 93,091                      | 15               | 사례교위부  |
| 위남               | 渭南              |                                  |                          | 기원전 206년        | 기원전 198년 | –                         | –              | –                           | –                | –           |
| 하상               | 河上              |                                  |                          | 기원전 206년        | 기원전 198년 | –                         | –              | –                           | –                | –           |
| 중지               | 中地              |                                  |                          | 기원전 205년        | 기원전 198년 | –                         | –              | –                           | –                | –           |
| 태상               | 太常              | 장안                             | 長安                     | 약 기원전 145년     | 기원전 41년  | –                         | –              | –                           | –                | 사례교위부  |
| 하남               | 河南              | 낙양                             | 雒陽                     | 기원전 4세기        | –            | 1,740,279                 | 22             | 1,010,827                   | 21               | 사례교위부  |
| 하내               | 河內              | 회                               | 懷                       | 고제 재위           | –            | 1,067,097                 | 18             | 801,558                     | 18               | 사례교위부  |
| 하동               | 河東              | 안읍                             | 安邑                     | 기원전 3세기        | –            | 962,912                   | 24             | 570,803                     | 20               | 사례교위부  |
| 홍농               | 弘農              | 홍농                             | 弘農                     | 기원전 113년        | –            | 475,954                   | 11             | 199,113                     | 9                | 사례교위부  |
| 영천               | 潁川              | 양적                             | 陽翟                     | 기원전 230년        | –            | 2,210,973                 | 20             | 1,436,513                   | 17               | 예주        |
| 여남               | 汝南              | 평여                             | 平輿                     | 고제 재위           | –            | 2,596,148                 | 37             | 2,100,788                   | 37               | 예주        |
| 서평               | 西平              | 서평                             | 西平                     | 82 AD               | 88 AD        | –                         | –              | –                           | –                | 예주        |
| 익양               | 弋陽              | 익양                             | 弋陽                     | 213 AD              | –            | –                         | –              | –                           | –                | 예주        |
| 당/ 량             | 碭 梁             | 당 → 수양                        | 碭 睢陽                  | 기원전 225년        | –            | 106,752                   | 8              | 431,283                     | 9                | 예주        |
| 패                 | 沛                | 상                               | 相                       | 경제 재위           | –            | 2,030,480                 | 37             | 1,251,393                   | 21               | 예주        |
| 교                 | 譙                | 교                               | 譙                       | 213 AD              | –            | –                         | –              | –                           | –                | 예주        |
| 회양/ 진           | 淮陽 陳           | 진                               | 陳                       | 기원전 224년        | –            | 981,423                   | 9              | 547,572                     | 9                | 연주 → 예주 |
| 설/ 노             | 薛 魯             | 노                               | 魯                       | 기원전 224년        | –            | 607,381                   | 6              | 411,590                     | 6                | 예주        |
| 위                 | 魏                | 업                               | 鄴                       | 기원전 152년        | –            | 909,655                   | 18             | 695,660                     | 15               | 기주        |
| 거록               | 鉅鹿              | 거록 → 영도                      | 鉅鹿 廮陶                | 기원전 228년        | –            | 827,177                   | 20             | 602,096                     | 15               | 기주        |
| 광평 → 평간        | 廣平 平干         | 광평                             | 廣平                     | 무제 재위           | 82 AD        | 198,558                   | 16             | –                           | –                | 기주        |
| 광종               | 廣宗              |                                  |                          | 93 AD               | 93 AD        | –                         | –              | –                           | –                | 기주        |
| 항산/ 상산         | 恆山 常山         | 원씨                             | 元氏                     | 기원전 228년        | –            | 677,956                   | 18             | 631,184                     | 13               | 기주        |
| 진정               | 真定              | 진정                             | 真定                     | 기원전 113년        | 37 AD        | 178,616                   | 4              | –                           | –                | 기주        |
| 중산               | 中山              | 노노                             | 盧奴                     | 기원전 154년        | –            | 668,080                   | 14             | 658,195                     | 13               | 기주        |
| 박릉               | 博陵              | 박릉                             | 博陵                     | 158 AD              | –            | –                         | –              | –                           | –                | 기주        |
| 신도/ 낙성/ 안평   | 信都 樂成 安平    | 신도                             | 信都                     | 기원전 154년        | –            | 304,384                   | 17             | 655,118                     | 13               | 기주        |
| 하간               | 河間              | 낙성                             | 樂成                     | 고제 재위           | –            | 187,662                   | 4              | 634,421                     | 11               | 기주        |
| 장무               | 章武              | 동평서                           | 東平舒                   | 약 213 AD           | –            | –                         | –              | –                           | –                | 기주        |
| 청하/ 감릉         | 清河 甘陵         | 청양 → 감릉                      | 清陽 甘陵                | 고제 재위           | –            | 875,422                   | 14             | 760,418                     | 17               | 기주        |
| 광천               | 廣川              | 광천                             | 廣川                     | 107 AD              | 121 AD       | –                         | –              | –                           | –                | 기주        |
| 한단/ 조           | 邯鄲 趙           | 한단                             | 邯鄲                     | 기원전 228년        | –            | 349,952                   | 4              | 188,381                     | 5                | 기주        |
| 발해               | 勃海              | 부양 → 남피                      | 浮陽 南皮                | 기원전 165년        | –            | 905,119                   | 26             | 1,106,500                   | 8                | 유주 → 기주 |
| 제천/ 진류/ 제양   | 濟川 陳留 濟陽    | 제양 → 진류                      | 濟陽 陳留                | 기원전 144년        | –            | 1,509,050                 | 17             | 869,433                     | 17               | 연주        |
| 동                 | 東                | 복양                             | 濮陽                     | 기원전 242년        | –            | 1,659,028                 | 22             | 603,393                     | 15               | 연주        |
| 제음/ 정도         | 濟陰 定陶         | 정도                             | 定陶                     | 기원전 144년        | –            | 1,386,278                 | 9              | 657,554                     | 11               | 연주        |
| 성양               | 城陽              | 거 → 동무                        | 莒 東武                  | 경제 재위           | –            | 205,784                   | 4              | –                           | –                | 연주 → 청주 |
| 제동/ 대하/ 동평   | 濟東 大河 東平    | 무염                             | 無鹽                     | 기원전 144년        | –            | 607,976                   | 7              | 448,270                     | 7                | 연주        |
| 임성               | 任城              | 임성                             | 任城                     | 84 AD               | –            | –                         | –              | 194,156                     | 3                | 연주        |
| 태산               | 泰山              | 봉고                             | 奉高                     | 기원전 122년        | –            | 726,604                   | 24             | 437,317                     | 12               | 연주        |
| 영                 | 嬴                | 영                               | 嬴                       | 헌제 재위           | Unknown      | –                         | –              | –                           | –                | 연주        |
| 제북               | 濟北              | 박양 → 노                        | 博陽 盧                  | 진나라              | –            | –                         | –              | 235,897                     | 5                | 연주        |
| 산양/ 창읍         | 山陽 昌邑         | 창읍                             | 昌邑                     | 기원전 144년        | –            | 801,288                   | 23             | 606,091                     | 10               | 연주        |
| 박양/ 제남         | 濟南              | 박양 → 동평릉                    | 博陽 東平陵              | 기원전 201년        | –            | 642,884                   | 14             | 453,308                     | 10               | 청주        |
| 평원               | 平原              | 평원                             | 平原                     | 경제 재위           | –            | 664,543                   | 19             | 1,002,658                   | 9                | 청주 → 기주 |
| 낙릉               | 樂陵              | 염차                             | 厭次                     | 213 AD              | –            | –                         | –              | –                           | –                | 기주        |
| 천승/ 낙안         | 千乘 樂安         | 천승 → 임제                      | 千乘 臨濟                | 기원전 110년        | –            | 490,720                   | 15             | 424,075                     | 9                | 청주        |
| 임치/ 제           | 臨菑 齊           | 임치                             | 臨淄                     | 기원전 221년        | –            | 554,444                   | 12             | 491,765                     | 6                | 청주        |
| 북해               | 北海              | 영릉 → 거                        | 營陵 勮                  | 기원전 156년        | –            | 593,159                   | 26             | 853,604                     | 18               | 청주        |
| 치천               | 菑川              | 거                               | 勮                       | 기원전 164년        | 37 AD        | 227,031                   | 3              | –                           | –                | 청주        |
| 교서/ 고밀         | 膠西 高密         | 고밀                             | 高密                     | 기원전 201년        | 37 AD        | 205,784                   | 4              | –                           | –                | 청주        |
| 교동               | 膠東              | 즉묵                             | 即墨                     | 기원전 219년        | 37 AD        | 323,331                   | 8              | –                           | –                | 청주        |
| 동래               | 東萊              | 액 → 황                          | 掖 黃                    | 경제 재위           | –            | 502,693                   | 17             | 484,393                     | 13               | 청주        |
| 장광               | 長廣              | 장광                             | 長廣                     | 198 AD              | Unknown      | –                         | –              | –                           | –                | 청주        |
| 낭야               | 琅邪              | 낭야 → 동무 → 개양               | 琅邪 東武 開陽           | 기원전 221년        | –            | 1,079,010                 | 51             | 570,967                     | 13               | 서주        |
| 동관               | 東莞              | 동관                             | 東莞                     | 198 AD              | –            | –                         | –              | –                           | –                | 서주        |
| 동안               | 東安              |                                  |                          | 헌제 재위           | Unknown      | –                         | –              | –                           | –                | 서주        |
| 동해               | 東海              | 담                               | 郯                       | 진나라              | –            | 1,559,357                 | 38             | 706,416                     | 13               | 서주        |
| 이성               | 利城              | 이성                             | 利城                     | 198 AD              | –            | –                         | –              | –                           | –                | 서주        |
| 창려               | 昌慮              | 창려                             | 昌慮                     | 198 AD              | 206 AD       | –                         | –              | –                           | –                | 서주        |
| 팽성/ 초           | 彭城 楚           | 팽성                             | 彭城                     | 진나라              | –            | 497,804                   | 7              | 493,027                     | 8                | 서주        |
| 임회               | 臨淮              | 서                               | 徐                       | 기원전 117년        | 79 AD        | 1,237,764                 | 29             | –                           | –                | 서주        |
| 하비               | 下邳              | 하비                             | 下邳                     | 72 AD               | –            | –                         | –              | 611,083                     | 17               | 서주        |
| 동성               | 東城              |                                  |                          | 헌제 재위           | Unknown      | –                         | –              | –                           | –                | 서주        |
| 동양/ 광릉         | 東陽 廣陵         | 광릉                             | 廣陵                     | 고제 재위           | –            | 140,722                   | 4              | 410,190                     | 11               | 서주        |
| 사수               | 泗水              | 릉                               | 淩                       | 기원전 114년        | 37 AD        | 119,114                   | 3              | –                           | –                | 서주        |
| 남양               | 南陽              | 완                               | 宛                       | 기원전 272년        | –            | 1,942,051                 | 36             | 2,439,618                   | 37               | 형주        |
| 장릉               | 章陵              | 장릉                             | 章陵                     | 헌제 재위           | –            | –                         | –              | –                           | –                | 형주        |
| 남향               | 南鄉              | 남향                             | 南鄉                     | 헌제 재위           | –            | –                         | –              | –                           | –                | 형주        |
| 남/ 임강/ 강릉     | 南 臨江 江陵      | 강릉                             | 江陵                     | 기원전 278년        | –            | 718,540                   | 18             | 747,604                     | 17               | 형주        |
| 상양               | 襄陽              | 상양                             | 襄陽                     | 208 AD              | –            | –                         | –              | –                           | –                | 형주        |
| 임강/ 의도         | 臨江 宜都         | 의도                             | 宜都                     | 208 AD              | –            | –                         | –              | –                           | –                | 형주        |
| 항산               | 衡山              | 주                               | 邾                       | 진나라              | 기원전 121년 | –                         | –              | –                           | –                | –           |
| 강하               | 江夏              | 서릉 → 석양/ 사선                | 西陵 石陽 沙羨           | 기원전 121년        | –            | 219,218                   | 14             | 265,464                     | 14               | 형주        |
| 기춘               | 蘄春              | 기춘                             | 蘄春                     | 208 AD              | –            | –                         | –              | –                           | –                | 양주        |
| 서릉               | 西陵              | 양신                             | 陽新                     | 214 AD              | Unknown      | –                         | –              | –                           | –                | 형주        |
| 무창               | 武昌              | 무창                             | 武昌                     | 220 AD              | –            | –                         | –              | –                           | –                | 형주        |
| 영릉               | 零陵              | 영릉 → 천릉                      | 零陵 泉陵                | 기원전 111년        | –            | 139,378                   | 10             | 1,001,578                   | 10               | 형주        |
| 귀양               | 桂陽              | 침                               | 郴                       | 고제 재위           | –            | 156,488                   | 11             | 501,403                     | 11               | 형주        |
| 무릉               | 武陵              | 삭 → 임원                        | 索 臨沅                  | 기원전 4세기        | –            | 185,758                   | 13             | 250,913                     | 12               | 형주        |
| 장사               | 長沙              | 임상                             | 臨湘                     | 기원전 221년        | –            | 235,823                   | 13             | 1,059,372                   | 12               | 형주        |
| 한창               | 漢昌              | 한창                             | 漢昌                     | 210 AD              | Unknown      | –                         | –              | –                           | –                | 형주        |
| 구강/ 회남         | 九江 淮南         | 수춘                             | 壽春                     | 기원전 223년        | –            | 780,525                   | 15             | 432,426                     | 14               | 양주        |
| 부릉               | 阜陵              | 부릉                             | 阜陵                     | 73 AD               | 206 AD       | –                         | –              | –                           | –                | 양주        |
| 단양/ 단양         | 鄣 丹陽           | 고장 → 완릉 → 건업               | 故鄣 宛陵 建業           | 진나라              | –            | 405,171                   | 17             | 630,545                     | 16               | 양주        |
| 신도               | 新都              | 시신                             | 始新                     | 208 AD              | –            | –                         | –              | –                           | –                | 양주        |
| 임천               | 臨川              |                                  |                          | 헌제 재위           | Unknown      | –                         | –              | –                           | –                | 양주        |
| 여강               | 廬江              | 파양                             | 鄱陽                     | 기원전 219년        | 기원전 121년 | –                         | –              | –                           | –                | –           |
| 여강               | 廬江              | 서 → 완                          | 舒 皖                    | 기원전 121년        | –            | 457,333                   | 12             | 424,683                     | 14               | 양주        |
| 육안               | 六安              | 육                               | 六                       | 기원전 121년        | 37 AD        | 178,616                   | 5              | –                           | –                | 양주        |
| 회계               | 會稽              | 오 → 산음                        | 吳 山陰                  | 기원전 222년        | –            | 1,032,604                 | 26             | 481,196                     | 14               | 양주        |
| 오                 | 吳                | 오                               | 吳                       | 129 AD              | –            | –                         | –              | 700,782                     | 13               | 양주        |
| 예장               | 豫章              | 남창                             | 南昌                     | 기원전 202년        | –            | 351,965                   | 18             | 1,668,906                   | 21               | 양주        |
| 여릉               | 廬陵              | 서창                             | 西昌                     | 195 AD              | –            | –                         | –              | –                           | –                | 양주        |
| 팽택               | 彭澤              |                                  |                          | 208 AD              | Unknown      | –                         | –              | –                           | –                | 양주        |
| 파양               | 鄱陽              | 파양                             | 鄱陽                     | 210 AD              | –            | –                         | –              | –                           | –                | 양주        |
| 한중/ 한녕         | 漢中 漢寧         | 서성 → 남정                      | 西城 南鄭                | 기원전 312년        | –            | 300,614                   | 12             | 267,402                     | 9                | 익주        |
| 서성               | 西城              | 서성                             | 西城                     | 215 AD              | –            | –                         | –              | –                           | –                | 형주        |
| 상용               | 上庸              | 상용                             | 上庸                     | 215 AD              | –            | –                         | –              | –                           | –                | 형주        |
| 방릉               | 房陵              | 방릉                             | 房陵                     | 215 – 219 AD        | –            | –                         | –              | –                           | –                | 형주        |
| 파/ 영녕           | 巴 永寧           | 강주                             | 江州                     | 기원전 316년        | –            | 708,148                   | 11             | 1,086,049                   | 14               | 익주        |
| 파동속국           | 巴東屬國          | 부릉                             | 涪陵                     | 201 AD              | –            | –                         | –              | –                           | –                | 익주        |
| 파/ 파서           | 巴 巴西           | 안한 → 랑중                      | 安漢 閬中                | 195 AD              | –            | –                         | –              | –                           | –                | 익주        |
| 당거               | 宕渠              | 당거                             | 宕渠                     | 218 AD              | –            | –                         | –              | –                           | –                | 익주        |
| 고릉/ 파동         | 固陵 巴東         | 어복                             | 魚復                     | 195 AD              | –            | –                         | –              | –                           | –                | 익주        |
| 광한               | 廣漢              | 자동 → 낙                        | 梓潼 雒                  | 기원전 201년        | –            | 662,249                   | 13             | 509,438                     | 11               | 익주        |
| 자동               | 梓潼              | 자동                             | 梓潼                     | 217 AD              | –            | –                         | –              | –                           | –                | 익주        |
| 광한속국/ 음평     | 廣漢屬國 陰平     | 음평                             | 陰平                     | 108 AD              | –            | –                         | –              | 205,652                     | 3                | 익주        |
| 촉                 | 蜀                | 성도                             | 成都                     | 기원전 316년        | –            | 1,245,929                 | 15             | 1,350,476                   | 11               | 익주        |
| 촉군속국/ 한가     | 蜀郡屬國 漢嘉     | 한가                             | 漢嘉                     | 123 AD              | –            | –                         | –              | 475,629                     | 4                | 익주        |
| 심여               | 沈黎              | 작도                             | 筰都                     | 기원전 111년        | 기원전 97년  | –                         | –              | –                           | –                | 익주        |
| 월수               | 越巂              | 공도                             | 邛都                     | 기원전 111년        | –            | 408,405                   | 15             | 623,418                     | 11               | 익주        |
| 무도               | 武都              | 무도 → 하변                      | 武都 下辯                | 기원전 111년        | –            | 235,560                   | 9              | 81,728                      | 7                | 익주 → 양주 |
| 문산               | 汶山              | 문강                             | 汶江                     | 기원전 111년        | –            | –                         | –              | –                           | –                | 익주        |
| 건위               | 犍為              | 비 → 박도 → 무양                 | 鄨 僰道 武陽             | 기원전 135년        | –            | 489,486                   | 12             | 411,378                     | 9                | 익주        |
| 강양               | 江陽              | 강양                             | 江陽                     | 213 AD              | –            | –                         | –              | –                           | –                | 익주        |
| 건위속국/ 주제     | 犍為屬國 朱提     | 주제                             | 朱提                     | 107 AD              | –            | –                         | –              | 37,187                      | 2                | 익주        |
| 장가               | 牂牁              | 고저란                           | 故且蘭                   | 기원전 111년        | –            | 153,360                   | 17             | 267,253                     | 16               | 익주        |
| 익주               | 益州              | 전지                             | 滇池                     | 기원전 109년        | –            | 580,463                   | 24             | 110,802                     | 17               | 익주        |
| 영창               | 永昌              | 수당 → 불위                      | 巂唐 不韋                | 69 AD               | –            | –                         | –              | 1,897,344                   | 8                | 익주        |
| 농서               | 隴西              | 적도 → 상무 → 적도               | 狄道 襄武 狄道           | 기원전 279년        | –            | 236,824                   | 11             | 29,637                      | 11               | 양주        |
| 금성               | 金城              | 금성 → 윤오                      | 金城 允吾                | 기원전 81년         | –            | 149,648                   | 13             | 18,947                      | 10               | 양주        |
| 서평               | 西平              | 서도                             | 西都                     | 헌제 재위           | –            | –                         | –              | –                           | –                | 양주        |
| 천수/ 한양         | 天水 漢陽         | 평양 → 기                        | 平襄 冀                  | 기원전 114년        | –            | 261,348                   | 16             | 130,138                     | 13               | 양주        |
| 남안               | 南安              | 환도                             | 豲道                     | 188 AD              | 214 AD       | –                         | –              | –                           | –                | 양주        |
| 영양               | 永陽              | 상규                             | 上邽                     | 193 AD              | 214 AD       | –                         | –              | –                           | –                | 양주        |
| 안정               | 安定              | 고평 → 미양 → 임경               | 高平 美陽 臨涇           | 기원전 114년        | –            | 143,294                   | 21             | 29,060                      | 8                | 양주        |
| 신평               | 新平              | 칠                               | 漆                       | 194 AD              | –            | –                         | –              | –                           | –                | 양주        |
| 주천               | 酒泉              | 녹복                             | 祿福                     | 무제 재위           | –            | 76,726                    | 9              | 12,706                      | 9                | 양주        |
| 장액               | 張掖              | 육득                             | 觻得                     | 무제 재위           | –            | 88,731                    | 10             | 26,040                      | 8                | 양주        |
| 장액속국           | 張掖屬國          |                                  |                          | 안제 재위           | –            | –                         | –              | 16,952                      | 5                | 양주        |
| 장액거연속국/ 서해 | 張掖居延屬國 西海 | 거연                             | 居延                     | 안제 재위           | –            | –                         | –              | 4,733                       | 1                | 양주        |
| 서                 | 西                | 일륵                             | 日勒                     | 195 AD              | –            | –                         | –              | –                           | –                | 양주        |
| 돈황               | 敦煌              | 돈황                             | 敦煌                     | 무제 재위           | –            | 38,335                    | 6              | 29,170                      | 6                | 양주        |
| 무위               | 武威              | 고장                             | 姑臧                     | 선제 또는 원제 재위 | –            | 76,419                    | 10             | 34,226                      | 14               | 양주        |
| 상당               | 上黨              | 장자                             | 長子                     | 기원전 5세기        | –            | 337,766                   | 14             | 127,403                     | 13               | 병주        |
| 낙평               | 樂平              | 첨                               | 沾                       | 약 215 AD           | –            | –                         | –              | –                           | –                | 병주        |
| 태원               | 太原              | 진양                             | 晉陽                     | 기원전 247년        | –            | 680,488                   | 21             | 200,124                     | 16               | 병주        |
| 신흥               | 新興              | 구원                             | 九原                     | 215 AD              | –            | –                         | –              | –                           | –                | 병주        |
| 안문               | 雁門              | 선무 → 음관                      | 善無 陰館                | 약 기원전 300년     | –            | 293,454                   | 14             | 31,862                      | 14               | 병주        |
| 대                 | 代                | 상건 → 대 → 고류                 | 桑乾 代 高柳             | 약 기원전 300년     | –            | 278,754                   | 18             | 20,123                      | 11               | 병주 → 유주 |
| 운중               | 雲中              | 운중                             | 雲中                     | 약 기원전 300년     | 215 AD       | 173,270                   | 11             | 26,430                      | 11               | 병주        |
| 정양               | 定襄              | 성락                             | 成樂                     | 기원전 196년        | 215 AD       | 163,144                   | 12             | 13,571                      | 5                | 병주        |
| 오원               | 五原              | 구원                             | 九原                     | 기원전 127년        | 215 AD       | 231,328                   | 16             | 22,957                      | 10               | 삭방 → 병주 |
| 삭방               | 朔方              | 삭방 → 임융 → 오원               | 朔方 臨戎 五原           | 기원전 127년        | 215 AD       | 136,628                   | 10             | 7,843                       | 6                | 삭방 → 병주 |
| 상                 | 上                | 부시 → 아 → 부시 → 하양          | 膚施 衙 膚施 夏陽        | 약 기원전 5세기     | 215 AD       | 606,658                   | 23             | 28,599                      | 10               | 삭방 → 병주 |
| 서하               | 西河              | 평정 → 이석                      | 平定 離石                | 기원전 125년        | 영제 재위    | 698,836                   | 36             | 20,838                      | 13               | 삭방 → 병주 |
| 북지               | 北地              | 마령 → 부평 → 지양 → 부평 → 체유 | 馬領 富平 池陽 富平 祋祤 | 기원전 271년        | –            | 210,688                   | 19             | 18,637                      | 6                | 삭방 → 양주 |
| 탁                 | 涿                | 탁                               | 涿                       | 기원전 117년        | –            | 782,764                   | 29             | 633,754                     | 7                | 유주        |
| 상곡               | 上谷              | 거양                             | 沮陽                     | 기원전 283년        | –            | 117,762                   | 15             | 51,204                      | 8                | 유주        |
| 광양               | 廣陽              | 계                               | 薊                       | 기원전 222년        | –            | 70,658                    | 4              | 280,600                     | 5                | 유주        |
| 어양               | 漁陽              | 어양                             | 漁陽                     | 기원전 283년        | –            | 264,116                   | 12             | 435,740                     | 9                | 유주        |
| 우북평             | 右北平            | 무종 → 평강 → 토은               | 無終 平剛 土垠           | 약 기원전 3세기     | –            | 320,780                   | 16             | 53,475                      | 4                | 유주        |
| 요서               | 遼西              | 양락                             | 陽樂                     | 약 기원전 3세기     | –            | 352,325                   | 14             | 81,714                      | 5                | 유주        |
| 요동               | 遼東              | 양평                             | 襄平                     | 약 기원전 3세기     | –            | 272,539                   | 18             | Unknown                     | 11               | 유주        |
| 요동속국           | 遼東屬國          | 창려                             | 昌黎                     | 안제 재위           | –            | –                         | –              | Unknown                     | 6                | 유주        |
| 현도               | 玄菟              | 부조 → 고구려                    | 夫租 高句驪              | 기원전 108년        | –            | 221,845                   | 3              | 43,163                      | 6                | 유주        |
| 낙랑               | 樂浪              | 조선                             | 朝鮮                     | 기원전 108년        | –            | 406,748                   | 25             | 257,050                     | 18               | 유주        |
| 임둔               | 臨屯              | 동이                             | 東暆                     | 기원전 108년        | 기원전 82년  | –                         | –              | –                           | –                | 유주        |
| 진번               | 真番              | 삽                               | 霅                       | 기원전 108년        | 기원전 82년  | –                         | –              | –                           | –                | 유주        |
| 창해               | 蒼海              |                                  |                          | 기원전 128년        | 기원전 126년 | –                         | –              | –                           | –                | 유주        |
| 대방               | 帶方              | 대방                             | 帶方                     | 약 213 AD           | –            | –                         | –              | –                           | –                | 유주        |
| 상                 | 象                | 임진                             | 臨塵                     | 기원전 214년        | 기원전 76년  | –                         | –              | –                           | –                | 익주        |
| 남해               | 南海              | 번우                             | 番禺                     | 기원전 214년        | –            | 94,253                    | 6              | 250,282                     | 7                | 교지        |
| 창오               | 蒼梧              | 광신                             | 廣信                     | 기원전 111년        | –            | 146,160                   | 10             | 466,975                     | 11               | 교지        |
| 울림               | 鬱林              | 부산                             | 布山                     | 기원전 111년        | –            | 71,162                    | 12             | Unknown                     | 11               | 교지        |
| 합포               | 合浦              | 서문 → 합포                      | 徐聞 合浦                | 기원전 111년        | –            | 78,980                    | 5              | 86,617                      | 5                | 교지        |
| 고흥/ 고량         | 高興 高涼         | 고량 → 사평                      | 高涼 思平                | 환제 재위           | –            | –                         | –              | –                           | –                | 교지        |
| 교지               | 交趾              | 일루 → 롱비엔                    | 羸𨻻 龍編                | 기원전 204년        | –            | 746,237                   | 10             | Unknown                     | 12               | 교지        |
| 구진               | 九真              | 서포                             | 胥浦                     | 기원전 204년        | –            | 166,013                   | 7              | 209,894                     | 5                | 교지        |
| 일남               | 日南              | 주오 → 서권                      | 朱吾 西捲                | 기원전 111년        | –            | 69,485                    | 5              | 100,676                     | 5                | 교지        |
| 주애               | 珠崖              | 심도                             | 瞫都                     | 기원전 110년        | 기원전 46년  | –                         | –              | –                           | –                | 교지        |
| 담이               | 儋耳              | 담이                             | 儋耳                     | 기원전 110년        | 기원전 46년  | –                         | –              | –                           | –                | 교지        |

1. 1 2 3 4  일반적으로 군과 함께 나열되지만, 경조윤, 좌풍익, 우부풍은 그 자체로 군이 아니었다. 대신, 경조윤은 경조윤이 통치했다. 좌풍익과 우부풍 또한 이 두 지역을 관리하는 관리의 칭호였다. 관중 평야의 이 세 지역은 총칭하여 "삼보"(三輔)라고 불리며, 전한 초기에 잠시 일반 군(위남, 하상, 중지)으로 나뉘었다. 기원전 198년부터 기원전 104년까지 이들은 내사(內史)가 감독했다. 문제 시대부터 두 명의 내사("좌" 내사, 좌내사; "우" 내사, 우내사)가 있었는데, 각각 지역의 북부와 남부를 담당했다.[12] 하남군은 동한 시대에 경조윤과 비슷한 방식으로 관리되었다.
2. ↑  황실 능묘를 담당하는 특별한 군[13]
3. 1 2  曹金华 (2014). 后汉书稽疑. p. 1511에 대한 주석을 기반으로 수정됨.
4. ↑  37년에 해체, 60년에 재설치
5. ↑  37년에 해체, 90년에 재설치
6. ↑  37년에 해체, 198년에 재설치
7. ↑  첫 번째 여강군과는 별개의 군
8. 1 2 3 4 5 6 7  속국은 제국 내 비한족 민족을 통치하는 기관이었다. 그들의 최고 관리는 도위(都尉)로 알려졌다. 대부분의 속국은 군에 종속되었다. 그러나 여섯 개의 중요한 속국은 안제 시대에 완전한 군 지위로 승격되었다.[14]
9. ↑  논쟁 중
10. ↑  37년에 해체, 96년에 재설치
11. ↑  영제 재위 중 해체, 220년에 재설치

## 같이 보기
- 한나라의 행정 구역
- 1912년 이전 중국 행정 구역의 역사

### 인용
1. ↑  Lewis 1999, 614쪽.
2. 1 2  Bielenstein 1980, 90쪽.
3. 1 2  Bielenstein 1980, 92쪽.
4. 1 2  Bielenstein 1980, 99–100쪽.
5. 1 2  Bielenstein 1980, 105–107쪽.
6. ↑  Bielenstein 1980, 108쪽.
7. ↑  Bielenstein 1980, 91–92쪽.
8. 1 2  Zhou 1987, 259–302쪽.
9. 1 2  Li 1999, 282–365쪽.
10. 1 2  한서, 권 28.
11. 1 2  후한서, 권 110–113.
12. ↑  Zhou 1987, 129–132쪽.
13. ↑  Zhou 1987, 129–134쪽.
14. ↑  Li 1999, 118–119쪽.